# بافت‌برداری

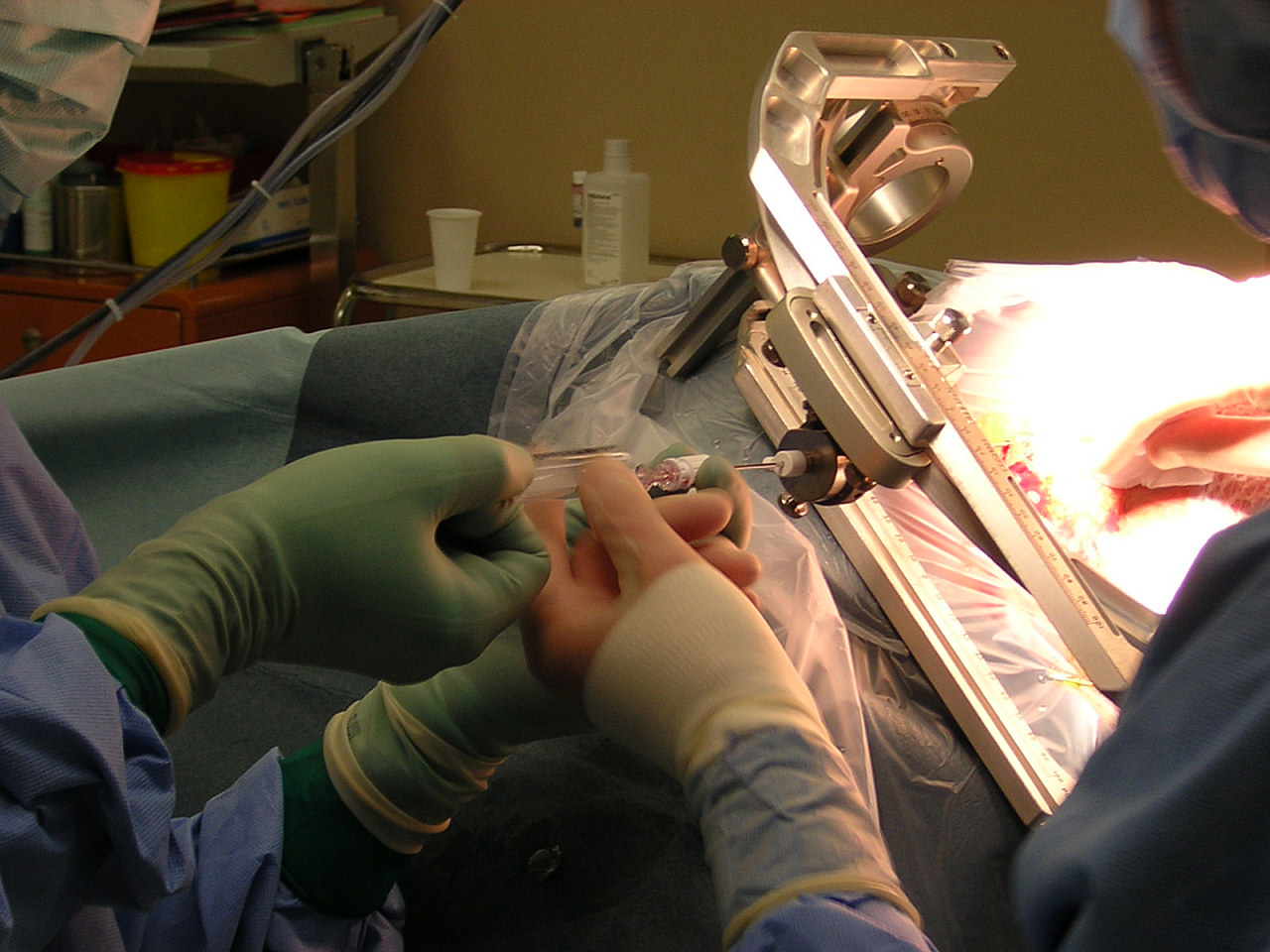
بافت‌برداری از مغز

بافت‌برداری یا بیوپسی (به فرانسوی: Biopsie)، که به آن تکه‌برداری و نمونه‌برداری نیز می‌گویند، یک آزمایش پزشکی است که معمولاً توسط یک جراح یا متخصص رادیولوژی انجام می‌شود و شامل برداشتن نمونه‌ای از سلول‌ها یا بافت‌ها برای بررسی وجود یک بیماری یا تعیین وسعت آن است. بافت برداشته‌شده معمولاً توسط متخصص آسیب‌شناسی زیر میکروسکوپ بررسی می‌شود، اما می‌تواند به شکل شیمیایی نیز آنالیز شود. وقتی کل یک توده یا ناحیهٔ مشکوک برداشته می‌شود، این عمل بافت‌برداری برداشتی نامیده می‌شود. در بافت‌برداری برشی یا بافت‌برداری با سوزن ضخیم قسمتی از بافت ناهنجار را بدون تلاش برای خارج کردن تمام ضایعه یا تومور برمی‌دارند. وقتی نمونهٔ بافت یا مایع به وسیلهٔ سوزن و به شکلی برداشته می‌شود که سلول‌ها بدون حفظ ساختار بافتی آنها خارج می‌شوند، این عمل را بافت‌برداری آسپیراسیون با سوزن ظریف می‌نامند. بافت‌برداری‌ها بیش از همه برای بررسی و تشخیص عارضه‌های محتمل سرطانی یا التهابی انجام می‌شوند.

## انواع بافت‌برداری
به‌طورکلی، بیوپسی سه نوع است:
بیوپسی با سوزن: پزشک پس از بی‌حسیِ موضعی، نمونهٔ کوچکی از بافت را با سوزن از بدن خارج می‌کند. که می تواند توسط سرنگ(FNA) یا سوزن بیوپسی(Core needle) انجام شود.
بیوپسی باز: پزشک پس از بی‌حسیِ موضعی یا بیهوشیِ عمومی پوست بیمار را شکافته، مقداری از بافت را خارج می‌کند.
بیوپسی کلی: در این روش، پزشک کل بافت را برمی‌دارد. این روش اغلب دربارهٔ تومورها به کار می‌رود.

## استفادهٔ پزشکی در سرطان
وقتی ظن سرطان وجود دارد، از تکنیک‌های بافت‌برداری مختلفی می‌توان استفاده کرد. بافت‌برداری برداشتی تلاشی برای خارج کردن تمام یک ضایعه است. هنگامی که نمونه ارزیابی شد، افزون بر تشخیص، مقدار بافت‌های درگیرنشده در اطراف ضایعه یعنی حاشیهٔ امن نمونه بررسی می‌شود تا مشخص شود که آیا بیماری از ناحیهٔ بافت‌برداری شده فراتر رفته‌است یا خیر. «حاشیهٔ سالم» یا «حاشیهٔ منفی» به معنای آن است که در لبه‌های نمونهٔ بافت‌برداری، بیماری یافت نشده‌است. «حاشیهٔ مثبت» به معنای آن است که بیماری یافت شده و ممکن است بسته به تشخیص، به اکسیزیون نیاز باشد.
وقتی برداشت کامل توده به دلایلی امکان‌پذیر نباشد، ممکن است تکه‌ای از بافت به وسیلهٔ بافت‌برداری برشی خارج شود. در برخی موارد، نمونه می‌تواند به وسیلهٔ ابزارهایی که نمونه را «گاز می‌گیرند» برداشته شود. سایزهای مختلفی از سوزن‌ها می‌توانند نمونهٔ بافت را در سوراخ سوزن جمع کنند (بافت‌برداری با سوزن ضخیم). سوزن‌هایی که قطر کمتری دارند سلول‌ها و خوشه‌های سلولی را برمی‌دارند (بافت‌برداری آسپیراسیون با سوزن ظریف).
بررسی آسیب‌شناسانهٔ یک نمونهٔ بافت‌برداری‌شده می‌تواند تعیین کند که ضایعه خوش‌خیم است یا بدخیم و می‌تواند به تمایز گذاشتن بین انواع مختلف سرطان کمک کند. در مقابل نوعی از بافت‌برداری که تنها یک نمونه از یک ضایعه را برمی‌دارد، نوع دیگری به نام رزکسیون وجود دارد که شامل یک بافت‌برداری برداشتی بزرگ‌تر است. این نوع بافت‌برداری معمولاً توسط جراحی به آسیب‌شناس ارجاع داده می‌شود که می‌خواهد یک ضایعهٔ شناسایی‌شده را از بدن بیمار ریشه‌کن کند. برای مثال، حتی اگر بافت‌برداری غیربرداشتی قبلی تشخیص سرطان را تأیید کرده باشد، آسیب‌شناس نمونهٔ ماستکتومی را بررسی خواهد کرد. بررسی نمونهٔ کامل ماستکتومی ماهیت دقیق سرطان (زیرشاخه‌های تومور و «درجه‌بندی» بافت‌شناسی) را مشخص خواهد کرد و میزان گسترش آن را آشکار می‌کند («مرحله‌بندی» آسیب‌شناسانه).

## بافت‌برداری مایع
دو نوع بافت‌برداری مایع وجود دارد (که در واقع بافت‌برداری نیستند بلکه آزمایش‌ها خونی هستند که نیازمند نمونه‌برداری از بافت نیستند): سنجش سلول‌های توموری گردشی در خون (CTCs) یا آزمایش دی‌ان‌ای بدون سلولِ توموری گردشی.
این روش‌ها جایگزینی غیرتهاجمی برای تکرار بافت‌برداری‌های تهاجمی به منظور ارزیابی جهش‌های سرطان و برنامه‌ریزی درمان شخصی‌سازی‌شده هستند. به علاوه، از آنجا که سرطان یک بیماری ژنتیکی ناهمگن است و بافت‌برداری‌های برشی تنها اسنپ‌شاتی از تغییرات سریع، پویا و ژنتیکی رخ داده در تومورها را فراهم می‌کنند، بافت‌برداری‌های مایع برتری‌هایی بر تست ژنی مبتنی بر نمونه‌برداری از بافت دارند. علاوه بر این، بافت‌برداری‌های برشی تهاجمی هستند، نمی‌توان چند بار آنها را انجام داد و برای فهم پویایی‌های پیشرفت تومور و متاستاز آن ناکارآمد هستند. با کشف و تعیین کمیت تغییرات ژنی در سلول‌های توموری گردشی و دی‌ان‌ای بدون سلول در خون، بافت‌برداری مایع می‌تواند اطلاعاتی به‌روز از مرحلهٔ پیشرفت تومور، تأثیرگذاری درمان و ریسک متاستاز سرطان فراهم کند. این پیشرفت تکنولوژیکی می‌تواند تشخیص و مدیریت سرطان را به جای بافت‌برداری سنتی، با استفاده از آزمایش خون‌های مکرر امکان‌پذیر کند.
آزمایش سلول‌های توموری گردشی (CTCs) توسط یک کمپانی به نام Epic Sciences در دست توسعه است. این نوع آزمایش سلول‌های توموری گردشی را آنالیز می‌کنند. آنالیز سلول‌های توموری گردشی افراد سطح بالایی از همسانی در سطح هر سلول را که هم برای بیان پروتئینی و هم جابه‌جایی پروتئینی دیده می‌شود نشان داد و سلول‌های توموری گردشی هم بافت‌برداری اولیه و هم تغییرات دیده‌شده در محل‌های متاستاز را بازتاب دادند.
آنالیز دی‌ان‌ای بدون سلول توموری گردشی (cfDNA) یک مزیت بر آزمایش سلول‌های گردشی تومور دارد: مقدار دی‌ان‌ای بدون سلول تقریباً صد برابر بیشتر از دی‌ان‌ای موجود در سلول‌های توموری گردشی است. این آزمایش‌ها بخش‌هایی از دی‌ان‌ای سلول‌های توموری را که به‌طور مداوم توسط تومورها در جریان خون ریخته می‌شوند آنالیز می‌کنند. شرکت‌هایی که نسل بعدی آزمایش تعیین توالی دی‌ان‌ای بدون سلول را ارائه می‌کنند شامل Personal Genome Diagnostics و Guardant Health هستند. طبق یک گزارش جدید از نتایج بررسی روی بیش از ۱۵۰۰۰ بیمار با سرطان پیشرفته، وقتی بافت نمونه‌برداری شده مواد کافی برای آزمایش دی‌ان‌ای ندارد یا وقتی انجام یک بافت‌برداری تهاجمی خطر دارد این آزمایش‌ها مورد استفادهٔ وسیع قرار خواهند گرفت.
پژوهشی که در سال ۲۰۱۴ روی ۸۴۶ بیمار با ۱۵ نوع سرطان مختلف در ۲۴ بیمارستان انجام شد، توانست با استفاده از این آزمایش حضور دی‌ان‌ای سرطانی در بدن بیمار را ردیابی کند. آنها دی‌ان‌ای تومور را در خون بیش از ۸۰ درصد از بیمارانی که سرطان متاستاز کرده داشتند و ۴۷ درصد از بیمارانی که تومورهای موضعی داشتند یافتند. این آزمایش محل یا محل‌های قرارگیری تومور و دیگر اطلاعات دربارهٔ تومور را مشخص نمی‌کند. آزمایش نتایج مثبت کاذبی نداشت.
این آزمایش‌ها ممکن است برای ارزیابی باقی ماندن سلول‌های بدخیم در بیمارانی که تومورشان با جراحی برداشته شده مفید باشد. تا ۳۰ درصد انتظار می‌رود که سرطان عود کند، زیرا تعدادی از سلول‌های باقی می‌مانند. پژوهش‌های اولیه حدود نیمی از بیمارانی را که بعداً بیماریشان عود کرد شناسایی کرد. باز هم آزمایش نتیجهٔ مثبت کاذب نداشت.
یک استفادهٔ بالقوهٔ دیگر، ردیابی جهش‌های خاص دی‌ان‌ای است که یک تومور را پیش می‌رانند. بسیاری از داروهای جدید سرطان فرایندهای مولکولی خاص را مسدود می‌کنند. این نوع آزمایش‌ها ممکن است بتوانند معطوف کردن آسان‌تر درمان به سوی تومور را امکان‌پذیر کنند.

## شرایط پیش‌سرطانی
در محل‌هایی که ردیابی و دسترسی به آنها آسان است، هر ضایعهٔ مشکوکی می‌تواند ارزیابی شود. در ابتدا این کار برای پوست یا توده‌ای سطحی انجام می‌شد. به تدریج رادیولوژی با اشعهٔ ایکس و سپس سی‌تی‌اسکن، ام‌آرآی و سونوگرافی به همراه آندوسکوپی طیف استفادهٔ آن را گسترش داد.

## عارضه‌های التهابی
بافت‌برداری از آرتریت گیجگاهی اغلب برای موارد مشکوک به واسکولیت (التهاب عروق خونی) انجام می‌شود. در بیماری التهابی روده (بیماری کرون یا کولیت زخمی)، بافت‌برداری‌های مکرری برای ارزیابی فعالیت بیماری و ارزیابی تغییراتی که مقدم بر بدخیمی هستند، انجام می‌شود. نمونهٔ بافت‌برداری اغلب زمانی که علت یک بیماری نامشخص است یا دربارهٔ وسعت یا ماهیت دقیق آن تردید وجود دارد، از بخشی از ضایعه برداشته می‌شود. برای مثال واسکولیت معمولاً با بافت‌برداری تشخیص داده می‌شود.
بیماری کلیه: بافت‌برداری و بررسی با میکروسکوپ فلورسانس در تشخیص تغییرات در عملکرد کلیه کلیدی هستند. تکنیک ایمونوفلوئورسانس (به کار بردن میکروسکوپ و نور فرابنفش برای یافتن پادگن‌ها در بافت‌ها) نقشی کلیدی در تشخیص گلومرولونفریت کرسنتیک دارد.
بیماری عفونی: بزرگ شدن گره لنفی ممکن است ناشی از انواعی از بیماری‌های عفونی یا خودایمنی باشد.
بیماری متابولیسم: برخی عارضه‌ها بر تمام بدن تأثیر می‌گذارند اما بخش‌های خاصی برای بافت‌برداری انتخاب می‌شوند، زیرا دسترسی به آنها آسان است. آمیلوئیدوز عارضه‌ای است که در آن پروتئین‌های غیرطبیعی در بافت‌های بدن انباشته می‌شوند.
پیوند: بافت‌برداری از ارگان‌های پیوندی برای اطمینان از اینکه آنها پس زده نمی‌شوند یا اینکه عارضه‌ای که عمل نیاز به پیوند را ضروری کرده، دوباره بروز نکرده‌است، انجام می‌شود.
باروری: بافت‌برداری از بیضه برای ارزیابی باروری مردان و کشف علت ناباروری محتمل انجام می‌شود. به عنوان مثال وقتی کیفیت اسپرم پایین است، اما تعداد اسپرم‌ها هنوز در محدودهٔ نرمال است.

## محل‌های بافت‌برداری
| محل                  | شرح |
| مغز استخوان          | از آنجا که سلول‌های خون در مغز استخوان شکل می‌گیرند، وقتی تشخیص از طریق خون محیطی به تنهایی امکان‌پذیر نیست، بافت‌برداری مغز استخوان برای تشخیص ناهنجاری‌های سلول‌های خون استفاده می‌شود. در موارد بدخیمی سلول‌های خون (سرطان خون و لنفوم) بافت‌برداری مغز استخوان برای تعیین مرحلهٔ بیماری استفاده می‌شود. این رویه شامل برداشتن مغز استخوان اسفنجی با استفاده از ترفاین و سپس آسپیراسیون نمونه است. |
| دستگاه گوارش         | آندوسکوپی انعطاف‌پذیر دسترسی به دستگاه گوارش فوقانی و تحتانی را امکان‌پذیر می‌کند به گونه‌ای که بافت‌برداری از مری، معده و دوازدهه از طریق دهان، مقعد، خم‌روده و انتهای درازروده به سادگی انجام می‌شود. طیفی از ابزارهای بافت‌برداری مثل بیوپتوم ممکن است از طریق آندوسکوپ و تصویربرداری از محل بافت‌برداری شده استفاده شود. تا همین اواخر، در بیشتر موارد امکان تصویربرداری از رودهٔ کوچک برای بافت‌برداری وجود نداشت. تکنیک آندوسکوپی دو بالونه، تصویربرداری و بافت‌برداری از تمام دستگاه گوارش را امکان‌پذیر می‌کند. بافت‌برداری با سوزن ضخیم یا بافت‌برداری آسپیراسیون پانکراس ممکن است از طریق دوازدهه یا معده انجام شود. |
| ریه                  | بافت‌برداری از ریه می‌تواند بسته به محل مورد نظر با روش‌های مختلفی انجام شود. |
| کبد                  | در مورد هپاتیت، بیشتر بافت‌برداری‌ها برای تشخیص این بیماری-که معمولاً به روش‌های دیگری صورت می‌گیرد-انجام نمی‌شود. بلکه، بافت‌برداری برای تعیین پاسخ بیمار به درمان که می‌تواند با کاهش التهاب و پیشرفت بیماری بر اساس درجهٔ فیبروز یا نهایتاً سیروز ارزیابی شود، انجام می‌گیرد. |
| پروستات              | انواع بافت‌برداری از پروستات شامل بافت‌برداری ترانس‌رکتال، بافت‌برداری از طریق میان‌دوراه و بافت‌برداری از طریق پیشاب‌راه است. |
| سیستم عصبی           | انواع آن شامل بافت‌برداری از مغز، بافت‌برداری از عصب و بافت‌برداری از مننژ (وابسته به شامهٔ مخ) است. |
| دستگاه ادراری تناسلی | انواع آن شامل بافت‌برداری از کلیه، بافت‌برداری از آندومتر و بافت‌برداری مخاطی گردن رحم است. |
| دیگر                 | دیگر محل‌ها شامل بافت‌برداری از پستان، بافت‌برداری از تیروئید، گرهٔ لنفی، بافت‌برداری از عضله و بافت‌برداری از پوست است. |

## آنالیز نمونهٔ بافت‌برداری
پس از انجام بافت‌برداری، نمونه بافت خارج‌شده از بدن بیمار به آزمایشگاه آسیب‌شناسی فرستاده می‌شود. آسیب‌شناسی که تخصص تشخیص بیماری (از جمله تشخیص سرطان) دارد، بافت را زیر میکروسکوپ ارزیابی می‌کند. وقتی آزمایشگاه نمونهٔ بافت‌برداری را دریافت می‌کند، بافت را پردازش می‌کند و تکهٔ فوق‌العاده نازکی از بافت از نمونه جدا شده و به اسلاید شیشه‌ای وصل می‌شود. بافت باقی‌مانده برای استفاده در بررسی‌های بعدی -درصورت لزوم- نگه داشته می‌شود. روی اسلایدی که بافت روی آن است رنگ‌هایی ریخته می‌شود که بافت را لکه می‌کنند و اجازه می‌دهند که سلول‌های روی بافت بهتر دیده شوند. اسلاید سپس به آسیب‌شناس داده می‌شود که آن را زیر میکروسکوپ مطالعه کرده و وجود هر گونه ناهنجاری را در آن بررسی می‌کند. آسیب‌شناس سپس گزارشی آماده می‌کند که یافته‌های ناهنجار یا مهم موجود در نمونه را فهرست می‌کند. سپس گزارش به پزشکی که نمونه‌برداری را روی بیمار انجام داده بود ارسال می‌شود.

### نحوه انجام نمونه بیوپسی پستان
بیوپسی سوزنی برای جمع آوری نمونه های پوستی یا هر بافتی که به راحتی در زیر پوست قابل دسترسی باشد استفاده میشود .

#### انواع مختلف بیوپسی سوزنی وجود دارد
- بیوپسی سوزنی هسته ، سوزن های با سایز متوسط هستند که برای خارج نمودن نمونه ای از بافت مورد استفاده قرار میگیرد .
- بیوپسی سوزنی ریز ، که در این روش ، از یک سوزن نازک استفاده میشود که به یک سرنگ متصل شده است و باعث میشود که سلولها و مایعات ، بیرون کشیده شوند .
- بیوپسی با روش تصویربرداری ، مانند اشعه ایکس یا سی تی اسکن ، که در این روش پزشک به نواحی خاص مانند ریه ، کبد یا سایر ارگان ها دسترسی پیدا میکند .
- بیوپسی با دستگاه وکیوم که با استفاده از مکش برای جمع آوری سلول ها ، مورد استفاده قرار میگیرد .